# Karsten Warholm
Karsten Warholm est un athlète norvégien, né le 28 février 1996 à Ulsteinvik (Norvège). Il est spécialiste du 400 mètres et du 400 mètres haies. 
Il est triple champion du monde du 400 m haies (en 2017 à Londres, en 2019 à Doha et en 2023 à Budapest), triple champion d'Europe (en 2018 à Berlin, en 2022 à Munich et en 2024 à Rome), et champion d'Europe en salle du 400 mètres en 2019 à Glasgow et en 2023 à Istanbul.
Aux Jeux olympiques de Tokyo en 2021, il est sacré champion olympique du 400 mètres haies en améliorant son record du monde de 76 centièmes de seconde en 45 s 94, devenant le premier dans l'histoire de cette discipline à passer sous la barre des 46 secondes. Un mois plus tôt, il avait amélioré le vieux record du monde de l'Américain Kevin Young qui était de 46 s 78. Il détient par ailleurs depuis 2019 le record d'Europe en salle du 400 m en 45 s 05, à égalité avec l'Allemand Thomas Schönlebe.

## Biographie

### Débuts
Le 11 juin 2015, il court le 400 mètres en 46 s 23 à Oslo. Capable de 6 451 points à l'octathlon en 2013 à Donetsk, pour remporter le titre de cette épreuve lors des championnats du monde jeunesse, son record du décathlon junior est de 7 551 points, obtenu à Eugene (Oregon) en 2014. 
Lors des championnats d'Europe juniors 2015 à Eskilstuna, en plus du décathlon, il participe au 400 m individuel et remporte la médaille d'argent, terminant à 2/100e de seconde du vainqueur, ce qui le contraint à courir le 400 m à deux reprises en moins de 1 h 40. Le lendemain, il remporte également la médaille d'argent du décathlon, derrière le Tchèque Jan Doležal.
Le 7 juillet 2016, lors des demi-finales des championnats d'Europe d'Amsterdam, il porte le record de Norvège du 400 m haies à 48 s 84. Il se classe le lendemain 6e de la finale (49 s 82).

### Champion du monde du 400 m haies (2017)

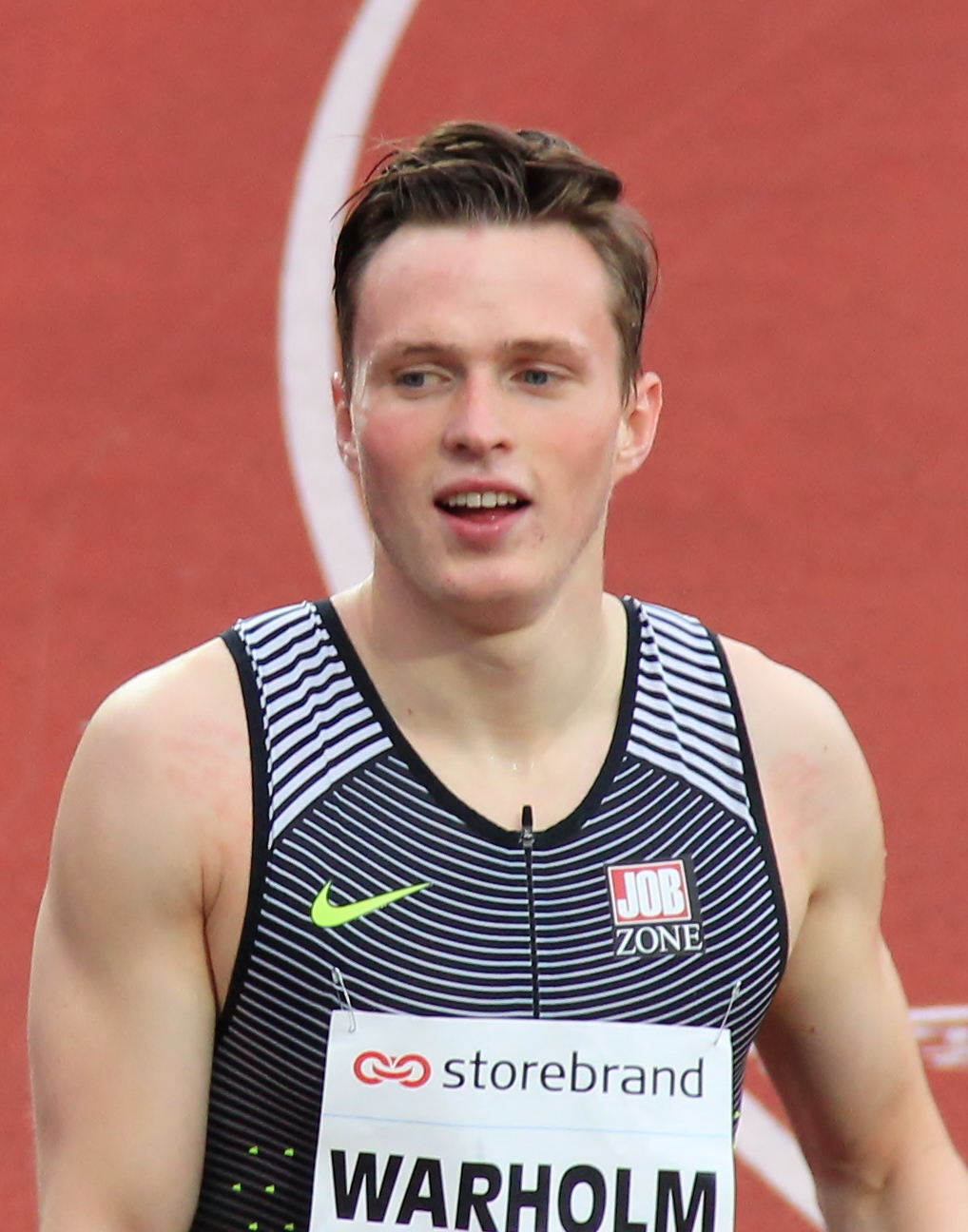
Karsten Warholm en 2017.

Le 10 juin 2017, à Florø, Warholm bat son propre record de Norvège du 400 m (46 s 10) en le portant à 44 s 87, établissant par la même occasion la meilleure performance européenne de l'année. 5 jours plus tard, il s'impose sur le 400 m haies des Bislett Games d'Oslo, prestigieuse étape de la ligue de diamant, où il améliore de nouveau le record national en 48 s 25. Il devance Yasmani Copello (48 s 44) et Thomas Barr (48 s 95). Deux jours plus tard, il s'impose sur l'étape de Stockholm en 48 s 82, devant Rasmus Mägi (49 s 16) et Yasmani Copello (49 s 18).
Le 9 août 2017, il devient à 21 ans champion du monde du 400 m haies lors des mondiaux de Londres, en 48 s 35, battant pour le podium les médaillés olympiques Yasmani Copello (48 s 49) et Kerron Clement (48 s 52). Il devient le premier Norvégien à remporter une course en 30 ans depuis Ingrid Kristiansen, championne du monde du 10 000 m en 1987 à Rome.
Le 24 août, il termine 2e de la finale de la Ligue de diamant lors du Weltklasse Zürich en 48 s 22, record de Norvège, battu par Kyron McMaster (48 s 07) qui décroche le trophée.

### Titre européen (2018)
Pour sa rentrée hivernale, Karsten Warholm s'aligne sur 400 m à Ulsteinvik le 27 janvier. Il court en 45 s 88 et améliore le record de Norvège en salle de l'épreuve. Le 3 février suivant, lors du championnat de Norvège en salle, il porte ce record à 45 s 59 et se porte désormais en favori pour les mondiaux en salle de Birmingham. Le 10 février 2018, à Tampere, Karsten Warholm bat le record du monde du 300 m haies en salle, en 34 s 26. Cette performance est meilleure que celle réalisée en plein air par Chris Rawlinson en 34 s 48 en 2002.
Karsten Warholm commence la saison estivale à Rome, le 31 mai, face à la nouvelle pépite de la discipline, Abderrahman Samba : le Norvégien termine 2e de la course en 47 s 82, le premier chrono de sa carrière sous les 48 secondes, derrière Samba, auteur de 47 s 48. Leur rivalité continue à Oslo, où malgré une performance de 48 s 22, le champion du monde doit concéder une nouvelle victoire à son rival Qatari, nouveau détenteur du record du meeting en 47 s 60. Trois jours plus tard, à Stockholm, Samba assigne une nouvelle défaite à Warholm, en 47 s 41, alors que le Norvégien améliore d'un centième son chrono réalisé à Rome. Le 30 juin, il termine 3e du Meeting de Paris en 48 s 06, derrière Abderrahman Samba (46 s 98) et Kyron McMaster (47 s 54) avant de terminer une semaine plus tard 2e de l'Athletissima de Lausanne en 47 s 94, derrière Samba (47 s 42). Le 21 juillet, en l'absence de son rival, aligné sur le 400 m, Warholm remporte le meeting de Londres en 47 s 65, améliorant son propre record de Norvège. Il s'approche par la même occasion du record d'Europe du Français Stéphane Diagana, 47 s 37 depuis 1995,.
Le 9 août 2018, Karsten Warholm réussit la première passe de son pari du doublé 400 m / 400 m haies aux championnats d'Europe de Berlin en remportant la distance avec les haies en 47 s 64, améliorant d'un centième son propre record d'Europe espoirs et record de Norvège. Il devance le Turc Yasmani Copello (47 s 81) et l'Irlandais Thomas Barr (48 s 31). Sur 400 m, il termine 8e en 46 s 68.

### Titre européen en salle, records d'Europe sur 400 et 400 haies (2019)

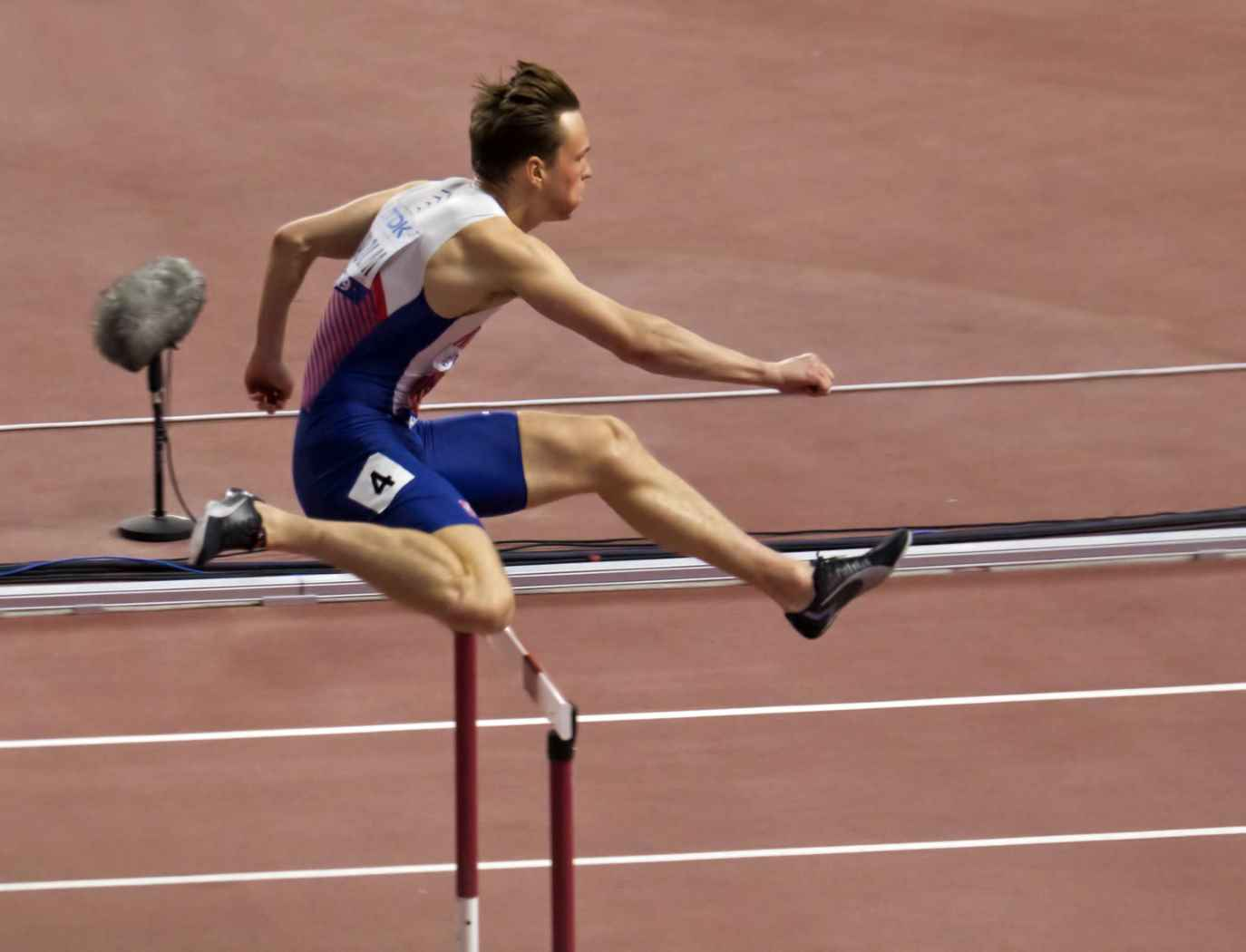
Karsten Warholm lors des championnats du monde 2019.

Le 25 janvier 2019, à Ulsteinvik, Warholm bat son propre record de Norvège en salle du 400 m en 45 s 56. Initialement non-engagé pour la compétition, Warholm convainc son entraîneur de le laisser s'aligner aux championnats d'Europe en salle de Glasgow. Le 2 mars, lors de la finale des championnats, le Norvégien remporte en parfait favori le titre du 400 m, et égale à cette occasion le vieux record d'Europe de la distance en 45 s 05, détenu depuis 1988 par l'Allemand Thomas Schönlebe. Il devance l'Espagnol Óscar Husillos (45 s 66) et le Néerlandais Tony van Diepen (46 s 13).
Le 13 juin 2019, lors des Bislett Games d'Oslo, Karsten Warholm s'impose et bat le record d'Europe du 400 m haies en 47 s 33, améliorant de 4 centièmes les 47 s 37 réalisés par le Français Stéphane Diagana en 1995. Le 20 juillet 2019, lors du London Grand Prix, il retranche deux dixièmes à ce record en s'imposant en 47 s 12, meilleure performance mondiale de l'année, record du meeting, et 7e meilleure performance mondiale de l'histoire.
Le 2 août 2019, il remporte le titre national en réalisant le 3e meilleur chrono de sa carrière en 47 s 43 et devance de trois secondes et demi son dauphin. Qualifié également pour la finale du 400 m, il s'impose avec deux secondes d'avance en 45 s 54.
Le 29 août 2019, au terme d'un duel épique avec Rai Benjamin lors de la finale de Ligue de Diamant à Zurich, il porte le record d'Europe du 400 m haies à 46 s 92, soit la deuxième meilleure performance de tous les temps, à 14 centièmes du record du monde de la distance détenue depuis 1992 par l'Américain Kevin Young.
Aux championnats du monde de Doha le 30 septembre, Warholm conserve son titre planétaire sur 400 m haies avec un temps de 47 s 42 devant l'Américain Rai Benjamin (47 s 66) et le Qatarien Abderrahman Samba (48 s 03).

### Record du monde du 300 m haies (2020)
Le 11 juin 2020, à Oslo, Kastern Warholm est le seul aligné sur la très peu courue distance de 300 m haies en raison des restrictions sociales dues à la pandémie à coronavirus, avec comme objectif de battre le record du monde détenu depuis 2002 par le Britannique Chris Rawlinson en 34 s 48. Lors de la course, le Norvégien explose cette marque de plus d'une demi-seconde, en courant en 33 s 78. Il attend ensuite le 14 août pour participer à son premier 400 m haies de la saison lors du meeting Herculis de Monaco, où il écrase la concurrence pour réaliser le deuxième chrono de sa carrière en 47 s 10, soit la huitième meilleure performance de tous les temps. 
Le 23 août 2020, à Stockholm, Karsten Warholm s'impose à nouveau en Ligue de diamant à Stockholm et, malgré une grosse faute lors de l'ultime haie, bat son propre record d'Europe du 400 m haies, en 46 s 87. Il établit ainsi la deuxième meilleure performance de tous les temps et devient le premier homme à courir deux fois sous les 47 secondes. Moins de deux heures plus tard, il est aligné à la dernière minute sur 400 m et réussit le pari de remporter la course, en courant en 45 s 05. Ayant désormais l'objectif de battre le vieux record du monde de Kevin Young (46 s 78), le Norvégien ne réussit cependant « que » 47 s 62 au meeting d'Ostrava le 8 septembre, après avoir piétiné avant de franchir l'avant-dernière haie. Sa course suivante à Berlin est plus concluante avec une victoire en 47 s 08, nouveau record du meeting, auparavant la propriété de l'Américain Edwin Moses qui l'avait établi en 1980 (47 s 17). Le Norvégien réitère quelques jours plus tard à Rome la même performance à un centième près (47 s 07), s'imposant facilement devant le Français Ludvy Vaillant.

### Titre olympique et records du monde du 400 m haies (2021)
Le 1er juillet 2021, quelques jours après la performance réalisée par Rai Benjamin, Karsten Warholm établit un nouveau record du monde du 400 mètres haies à l'occasion du meeting Ligue de diamant des Bislett Games à Oslo. Situé au couloir 7, il réalise le temps de 46 s 70 et améliore de huit centièmes de seconde l'ancienne meilleure marque mondiale que détenait Kevin Young depuis les Jeux olympiques de 1992. Ce record du monde est réalisé quatre jours après le record du monde féminin de l'Américaine Sydney McLaughlin.
Presque un mois plus tard, le 3 août 2021 en finale des Jeux olympiques de Tokyo, il remporte la médaille d'or devant Rai Benjamin en pulvérisant son record du monde de 76/100e de seconde (45 s 94), devenant le premier homme de l'Histoire à passer sous la barrière des 46 secondes.
Il remporte la finale de la Ligue de diamant 2021 en s'imposant lors de la finale de Zurich en 47 s 35

### Deuxième titre de champion d'Europe (2022)

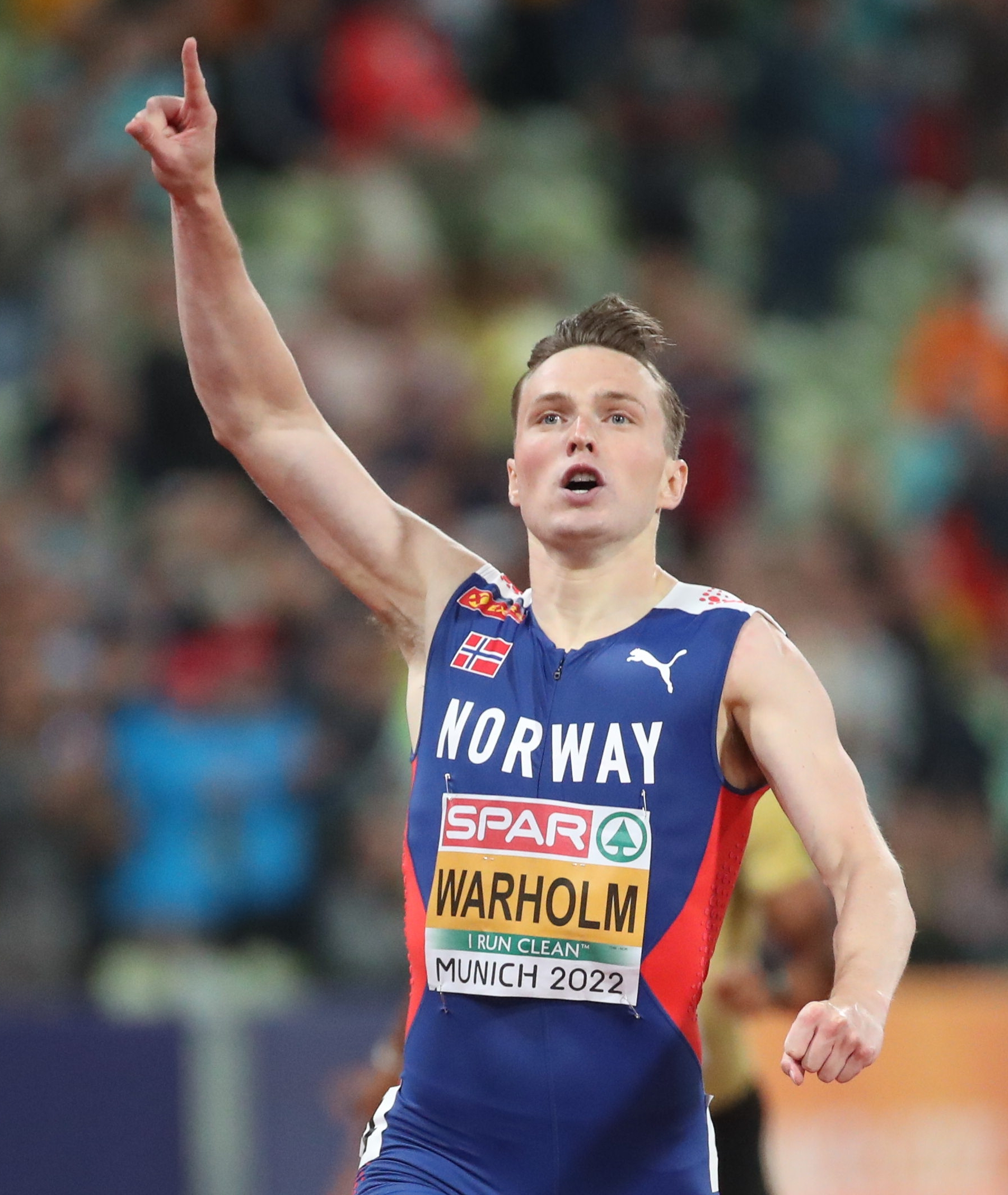
Karsten Warholm lors des championnats d'Europe 2022 à Munich

Pour son premier 400 mètres haies de la saison, à Rabat le 5 juin 2022 le Karsten Warholm se blesse après le franchissement du premier obstacle, au niveau de l'ischio-jambier. Après une période d'interrogation, il décide finalement de participer aux championnats du monde à Eugene. Vainqueur de sa série et de sa demi-finale, il ne parvient pas à conserver sa couronne mondiale en ne terminant que 7e de la finale en 48 s 42.
Un mois plus tard, il décroche son deuxième titre de champion d'Europe en s'imposant en 47 s 12 en finale des championnats d'Europe, à Munich, devant le Français Wilfried Happio et le Turc Yasmani Copello.

### Un troisième titre mondial inédit (2023)
En mars 2023, le Norvégien remporte un deuxième titre de champion d'Europe en salle du 400 m après 2019, à l'occasion des championnats d'Europe d'Istanbul. Il s'impose dans le temps de 45 s 35 devant le Belge Julien Watrin et le Suédois Carl Bengtström.
En août 2023, lors des championnats du monde de Budapest, Karsten Warholm devient le premier athlète à remporter un troisième titre de champion du monde sur 400 mètres haies, dépassant désormais le Dominicain Félix Sánchez et les Américains Edwin Moses et Kerron Clement au palmarès de l'épreuve. Il s'impose en finale en 46 s 89 et devance sur le podium l'athlète des Îles Vierges britanniques Kyron McMaster, et l'Américain Rai Benjamin.

### De nouvelles médailles (2024)
En mars 2024, Karsten Warholm se classe deuxième du 400 m des championnats du monde en salle à Glasgow, devancé par le Belge Alexander Doom. En juin lors des championnats d'Europe de Rome, il décroche un troisième titre continental d'affilée sur 400 m haies et devient à cette occasion l'athlète le plus titré dans cette épreuve au niveau continental. Aux Jeux Olympiques de Paris, Karsten Warholm ne parvient pas à conserver son titre de champion olympique. Il obtient l'argent en terminant deuxième de la finale du 400m haies derrière Rai Benjamin, avec un temps de 47 s 06.

### (2025)
Le 16 août, il remporte le meeting de la ligue de diamant de Chorzów en réalisant le 3éme meilleur temps de l'histoire du 400 m haies en 46 s 28.

## Palmarès
| Date | Compétition                       | Lieu             | Résultat | Épreuve     | Temps     |
| ---- | --------------------------------- | ---------------- | -------- | ----------- | --------- |
| 2013 | Championnats du monde cadets      | Donetsk          | 1er      | Octathlon   | 6 451 pts |
| 2014 | Championnats du monde juniors     | Eugene           | 10e      | Décathlon   | 7 551 pts |
| 2015 | Championnats d'Europe juniors     | Eskilstuna       | 2e       | 400 m       | 46 s 10   |
| 2015 | Championnats d'Europe juniors     | Eskilstuna       | 2e       | Décathlon   | 7 764 pts |
| 2016 | Championnats d'Europe             | Amsterdam        | 6e       | 400 m haies | 49 s 82   |
| 2016 | Jeux olympiques                   | Rio de Janeiro   | sf       | 400 m haies | 48 s 81   |
| 2017 | Championnats d'Europe par équipes | Vaasa            | 1er      | 400 m haies | 48 s 46   |
| 2017 | Championnats d'Europe espoirs     | Eskilstuna       | 2e       | 400 m       | 45 s 75   |
| 2017 | Championnats d'Europe espoirs     | Eskilstuna       | 1er      | 400 m haies | 48 s 37   |
| 2017 | Championnats du monde             | Londres          | 1er      | 400 m haies | 48 s 35   |
| 2017 | Ligue de diamant                  | Ligue de diamant | 2e       | 400 m haies | 48 s 22   |
| 2018 | Championnats d'Europe             | Berlin           | 8e       | 400 m       | 46 s 68   |
| 2018 | Championnats d'Europe             | Berlin           | 1er      | 400 m haies | 47 s 64   |
| 2018 | Ligue de diamant                  | Ligue de diamant | 2e       | 400 m haies | 48 s 10   |
| 2018 | Coupe continentale                | Ostrava          | 3e       | 400 m haies | 48 s 56   |
| 2019 | Championnats d'Europe en salle    | Glasgow          | 1er      | 400 m       | 45 s 05   |
| 2019 | Ligue de diamant                  | Ligue de diamant | 1er      | 400 m haies | 46 s 92   |
| 2019 | Championnats du monde             | Doha             | 1er      | 400 m haies | 47 s 42   |
| 2021 | Jeux olympiques                   | Tokyo            | 1er      | 400m haies  | 45 s 94   |
| 2021 | Ligue de diamant                  | Ligue de diamant | 1er      | 400 m haies |           |
| 2022 | Championnats du monde             | Eugene           | 7e       | 400 m haies | 48 s 42   |
| 2022 | Championnats d'Europe             | Munich           | 1er      | 400 m haies | 47 s 12   |
| 2023 | Championnats d'Europe en salle    | Istanbul         | 1er      | 400 m       | 45 s 35   |
| 2023 | Championnats du monde             | Budapest         | 1er      | 400 m haies | 46 s 89   |
| 2023 | Ligue de diamant                  | Ligue de diamant | 2e       | 400 m haies | 46 s 53   |
| 2024 | Championnats du monde en salle    | Glasgow          | 2e       | 400 m       | 45 s 34   |
| 2024 | Championnats d'Europe             | Rome             | 1er      | 400 m haies | 46 s 98   |
| 2024 | Jeux olympiques                   | Paris            | 2e       | 400 m haies | 47 s 06   |
| 2025 | Diamond League Shanghai           | Shanghai         | 1er      | 400m haies  | 47 s 28   |
| 2025 | Mémorial Kamila Skolimowska       | Chorzów          | 1er      | 400 m haies | 46 s 28   |

## Récompenses
- Trophée World Athletics de l'athlète de l'année 2021
- Trophée Track and Field News de l'athlète de l'année 2019
- Trophée de l'athlète européen de l'année 2019 et 2021

## Records

### Records personnels
| Épreuve      | Temps        | Lieu         | Date         |              |
| En plein air | En plein air | En plein air | En plein air | En plein air |
| ------------ | ------------ | ------------ | ------------ | ------------ |
| 300 m        | 32 s 49 (NB) | Bergen       | 22 août 2018 |              |
| 400 m        | 44 s 87      | Florø        | 10 juin 2017 |              |
| 300 m haies  | 32 s 67 (WR) | Oslo         | 12 juin 2025 |              |
| 400 m haies  | 45 s 94 (WR) | Tokyo        | 3 août 2021  |              |
| En salle     |              |              |              |              |
| 400 m        | 45 s 05 (AR) | Glasgow      | 2 mars 2019  |              |

### Meilleures performances par année
| Année | Temps   | Date             | Lieu           | Rang Mondial |
| ----- | ------- | ---------------- | -------------- | ------------ |
| 2014  | 52 s 50 | 6 septembre 2014 | Haugesund      | 627          |
| 2015  | 51 s 09 | 1er août 2015    | Haugesund      | 252          |
| 2016  | 48 s 49 | 15 août 2016     | Rio de Janeiro | 10           |
| 2017  | 48 s 22 | 24 août 2017     | Zurich         | 5            |
| 2018  | 47 s 64 | 9 août 2018      | Berlin         | 4            |
| 2019  | 46 s 92 | 29 août 2019     | Zurich         | 1            |
| 2020  | 46 s 87 | 23 août 2020     | Stockholm      | 1            |
| 2021  | 45 s 94 | 3 août 2021      | Tokyo          | 1            |
| 2022  | 47 s 12 | 19 août 2022     | Munich         | 3            |
| 2023  | 46 s 51 | 21 juillet 2023  | Monaco         | 2            |
| 2024  | 46 s 70 | 30 mai 2024      | Oslo           | 3            |
| 2025  | 46 s 28 | 16 août 2025     | Chorzów        | 1            |

### Records du monde
| Temps   | Date             | Lieu  | Circonstance    |
| ------- | ---------------- | ----- | --------------- |
| 46 s 70 | 1er juillet 2021 | Oslo  | Bislett Games   |
| 45 s 94 | 3 août 2021      | Tokyo | Jeux olympiques |